# Écaussinnes
Écaussinnes (valonă Les Scåssenes) este o comună francofonă din regiunea Valonia din Belgia. Comuna Écaussinnes este formată din localitățile Écaussinnes-d'Enghien, Écaussinnes-Lalaing și Marche-lez-Écaussinnes. Suprafața sa totală este de 34,77 km². La 1 ianuarie 2008 avea o populație totală de 10.373 locuitori. 
Comuna Écaussinnes se învecinează cu comunele Braine-le-Comte, Le Roeulx, Seneffe și Soignies.

## Persoane legate de Écaussinnes
- Julos Beaucarne (1936-2021), poet și cântăreț.

## Localități înfrățite
- Franța: Lallaing;
- Ungaria: Leta Mare;
- Italia: Pietrasanta;
- România: Săcueni;
- Germania: Grenzach-Wyhlen;